# Zwiesel
Zwiesel (in bavarese Zwiesl) è una città tedesca di 10 070 abitanti, situata nel land della Baviera.